# Förvaltningsstiftelsen för SR, SVT och UR
Förvaltningsstiftelsen för SR, SVT och UR (formellt Förvaltningsstiftelsen för Sveriges Radio AB, Sveriges Television AB och Sveriges Utbildningsradio AB) är den svenska stiftelse som äger programföretagen Sveriges Radio AB (SR), Sveriges Television AB (SVT) och Sveriges Utbildningsradio AB (UR). Programföretagen ingår alltså i en koncern där stiftelsen är moderföretag och där även programföretagens dotterbolag ingår. Till dotterbolagen hör Sveriges Radio Förvaltnings AB (SRF).
Stiftelsen bildades av Svenska staten år 1997 och dess uppgift är att utgöra en buffert mellan staten och bolagen för att uppnå det som kallas armlängds avstånd. Detta sker genom att stiftelsen äger och förvaltar aktierna i programbolagen och utser bolagens styrelser. Den sistnämnda uppgiften är stiftelsens viktigaste. Staten har dock fortfarande indirekt kontroll över programföretagen: Riksdagspartierna nominerar ledamöter till stiftelsens styrelse, regeringen beviljar sändningstillstånden, riksdagen beslutar om fördelningen av medel från rundradiokontot till programföretagen.

## Bakgrund
Perioden från mitten av 1980-talet var en period av turbulens inom den svenska massmedievärlden. Flera faktorer, såsom satellit-TV och utbyggnaden av kabel-TV, utmanade de allmännyttiga TV- och radiobolagens monopolställning.:57-59
Våren 1993 beslutade riksdagen, efter en enmansutredning, att förändra ägandet av public service-bolagen.:59 Innan ändringen var radio och television i allmänhetens tjänst organiserad i en koncern med ett moderbolag. Aktierna i detta moderbolag hade sedan 1970-talet fördelats mellan folkrörelser (60 procent), näringslivet (20 procent) och dagspressen (20 procent).:38 Ägargrupperna ville nu inte fortsätta som ägare, delvis för att vissa av dem hade engagerat sig i konkurrerande verksamheter.:58-59
De tre programbolagen SVT, SR och UR kom genom ändringen att ägas av varsin förvaltningsstiftelse från och med 1 januari 1994.:59 Dock hade dessa tre förvaltningsstiftelser en identisk styrelsesammansättning och samma övergripande mål.:59 Som alternativ till stiftelseformen diskuterades inför beslutet bland annat ett helstatligt ägande, men detta alternativ ansågs olämpligt då en sådan lösning skulle ställa organisationen direkt under den verkställande makten (regeringen).:38
År 1997 ändrades åter ägarorganisationen och de tre förvaltningsstiftelserna kom att slås samman till en enda stiftelse, Förvaltningsstiftelsen för Sveriges Radio AB, Sveriges Television AB och Sveriges Utbildningsradio AB, med ansvar för samtliga tre public service-bolagen.:38-39 Regeringen och riksdagen ansåg att denna organisationsförändring var motiverad eftersom de tre förvaltningsstiftelserna hade samma övergripande mål.:39

## Förvaltningsstiftelsens styrelse
Styrelsen för Förvaltningsstiftelsen består (2015) av en ordförande som utses av regeringen och tolv ledamöter som nomineras av riksdagspartierna:39 och utses av regeringen.:39
Samtliga riksdagspartier ska vara representerade i styrelsen. Ledamöterna utses för en period av åtta år och ordföranden för fyra år. Ordföranden och hälften av ledamöterna utses året efter ordinarie riksdagsval. Därmed utses ordföranden av den regering som tillträtt efter ordinarie val, och det finns en viss fördröjning i styrelsens sammansättning. Trots det kan alltså en regering efter ett val byta ut majoriteten av ledamöterna i styrelsen och därefter kalla till bolagsstämma i programföretagen som tillsätter helt nya ledningar. Ledamöter i stiftelsens styrelse avsätts av regeringen.

### Fördelning av ledamöter
Enligt den statliga utredningen SOU 2005:1 är platserna i Förvaltningsstiftelsens styrelse kopplade till riksdagspartierna och fördelade utifrån partiernas storlek. Avgår en ledamot så är det det berörda partiet som får nominera en ny kandidat. De elva platserna var enligt utredningen vid denna tidpunkt fördelade på följande sätt: sex ledamöter från Socialdemokratiska arbetarepartiet, två från Kristdemokraterna (varav en av dessa ordförande) och en vardera från Vänsterpartiet, Folkpartiet och Moderaterna.:40
Endast ordförande tillsätts självständigt av regeringen. Ordförande ska enligt stiftelseförordnandet utses efter ”kompetens, integritet och lämplighet”. Övriga ledamöter nomineras av riksdagspartierna och utses av regeringen. Varje riksdagsparti representeras av minst en ledamot i styrelsens stiftelse. Varken aktiva riksdagsledamöter eller anställda vid Regeringskansliet får utses till ledamöter i stiftelsens styrelse. Det har fått till följd att det främst är personer med långt partiengagemang i respektive riksdagsparti som sitter i stiftelsens styrelse.

### Nuvarande styrelse
Helena Stålnert är ordförande januari 2016 - december 2023
Ledamöter (parentes betecknar nominerande parti):
- Hans Birger Ekström (M) t.o.m 2027
- Jonas Gunnarsson (S) t.o.m 2023
- Olle Schmidt (L) t.o.m 2027
- Birgit Hansson (V) t.o.m 2023
- Peter Luthersson (M) t.o.m 2023
- Zandra Pettersson (SD) t.o.m 2027
- Marie Granlund (S) t.o.m 2027
- Karin Perers (C) t.o.m 2023
- Alf Karlsson (MP) t.o.m 2027
- Lennart Sacrédeus (KD) t.o.m 2023
- Linus Bylund (SD) t.o.m 2027
- Susanne Eberstein (S) t.o.m 2023

Maria Diskay är kanslichef och styrelsesekreterare.

### Tidigare ordförande
- 2012–2015 Ove Joanson.[18]
- 2003–2011 Sven-Christer Nilsson.[19]

## Utnämning av ledamöterna i programföretagens styrelse
Fram till hösten 2009 hade Förvaltningsstiftelsen befogenhet att utse merparten av ledamöterna i programföretagens styrelse:39 och sedan dess utser Förvaltningsstiftelsen samtliga ledamöter i de respektive styrelserna. Tidigare (2005) utsåg regeringen (efter samråd med riksdagspartierna) ordföranden i respektive programbolags styrelse,:41 men denna uppgift ligger numera alltså helt på Förvaltningsstiftelsen.
Stiftelsen utövar inte något direkt inflytande över programmen eller deras innehåll. Inte heller programbolagens styrelse har sådan direkt makt utan besluten om program och programinnehåll fattas av respektive bolags företagsledning.
Sedan ett beslut från början av 1990-talet har ordförandeskapet i programbolagens styrelser roterat mellan riksdagspartierna. Tidigare socialdemokratiska politiker (Anna-Greta Leijon, Allan Larsson och Lars Engqvist) har sedan dess innehaft ordförandeposten i SVT:s styrelse, medan posten som SR:s styrelseordförande innehafts av en folkpartist (Olle Wästberg) och en moderat (Marika Ehrenkrona) och UR:s styrelseordförande kommit från Vänsterpartiet (Per Sundgren), Folkpartiet liberalerna (Birgit Friggebo) och Centerpartiet (Christina Linderholm). Hösten 2009 infördes en ny beslutsordning som skulle bryta denna tradition av politiker på ordförandeposterna, men Förvaltningsstiftelsens utnämningar efter detta beslut kritiserades ändå efter att det visat sig att de nya ordförandena för SR (Agneta Dreber) och UR (Lars Leijonborg) hade partipolitisk bakgrund i Folkpartiet.

## Ifrågasatt oberoende
Näringslivets Medieinstitut menade i en rapport publicerad 2020 att svensk public service inte garanteras frihet och oberoende genom stiftelsemodellen. I själva verket bygger stiftelsestrukturen på staten som garant. Dessutom kunde de visa att regeringens representanter och programbolagens chefer har direkt och nära kontakt i en rad avgörande frågor som berör public services politiska villkor och strategiska utveckling. På så sätt kringgås ägarstrukturen.
I en rapport från Institutet för mediestudier fastslås också att regeringen utser en av revisorerna i respektive programbolag och att bolagsordningen i programbolagen inte får ändras utan tillstånd från regeringen. Skulle ett programbolag träda i likvidation tillfaller tillgångarna i bolaget inte stiftelsen utan staten. Rapportförfattaren menar att även om staten inte formellt är ägare i programbolagen så är det staten som ytterst kontrollerar programbolagen.
Thomas Gür sade 2024 att "hela systemet med förvaltningsstiftelsen som äger dom här tre aktiebolagen [...], det är ju som gjort för politisk manipulation."

## Programföretagens kostnader
Enligt en rapport av KPMG på uppdrag av Sveriges Radio skulle kostnaden för de tre programföretagen minska med 330 miljoner kronor genom en sammanslagning. SR beslutade att rapporten inte skulle offentliggöras.:9m2s